# زفونكو ليبوفاك
زفونكو ليبوفاك هو لاعب كرة قدم بوسني في مركز الدفاع، ولد في 9 أكتوبر 1964 في جمهورية يوغوسلافيا الاشتراكية الاتحادية. لعب مع إنتر زابرشيتش ودينامو زغرب ونادي بوراتس بانيا لوكا ونادي سيغيستا.